# Белокрили вампир
Белокрили вампир (Diaemus youngi) је врста слепог миша из породице љиљака-вампира (Phyllostomidae).

## Распрострањење
Ареал белокрилог вампира обухвата већи број држава.
Врста има станиште у Бразилу, Аргентини, Мексику, Венецуели, Боливији, Парагвају, Суринаму, Колумбији, Перуу, Еквадору, Панами, Никарагви, Костарици, Гватемали, Салвадору, Гвајани, Тринидаду и Тобагу, Француској Гвајани и Гвинеји.

## Станиште
Станиште врсте су шуме.

## Угроженост
Ова врста је наведена као последња брига, јер има широко распрострањење и честа је врста.